# Maison des Lumières Denis Diderot
La Maison des Lumières Denis Diderot (MLDD) est un musée de France logé dans l'hôtel du Breuil de Saint-Germain à Langres et consacré au Siècle des Lumières, à la vie et à l’œuvre de Denis Diderot. Il fut inauguré le 5 octobre 2013, le jour du tricentenaire de l'écrivain.

## Histoire de l'hôtel particulier

### Hôtel Valtier de Choiseul (1576-1820)
Sébastien Valtier de Choiseul fait construire son hôtel particulier en 1576 sur le vaste terrain qu'il venait d'acquérir.

### Hôtel Moreau du Breuil de Saint-Germain (1820-1923)
Le domaine passe entre les mains de la famille Du Breuil de Saint-Germain en 1820.
En 1921, les façades et toitures sont classées au titre des monuments historiques.

### Société historique et archéologique de Langres (1923-2009)
En 1923, madame du Breuil de Saint-Germain remet l'immeuble à la Société historique et archéologique de Langes avec la condition d'en faire un musée.

### Ville de Langres (depuis 2009)

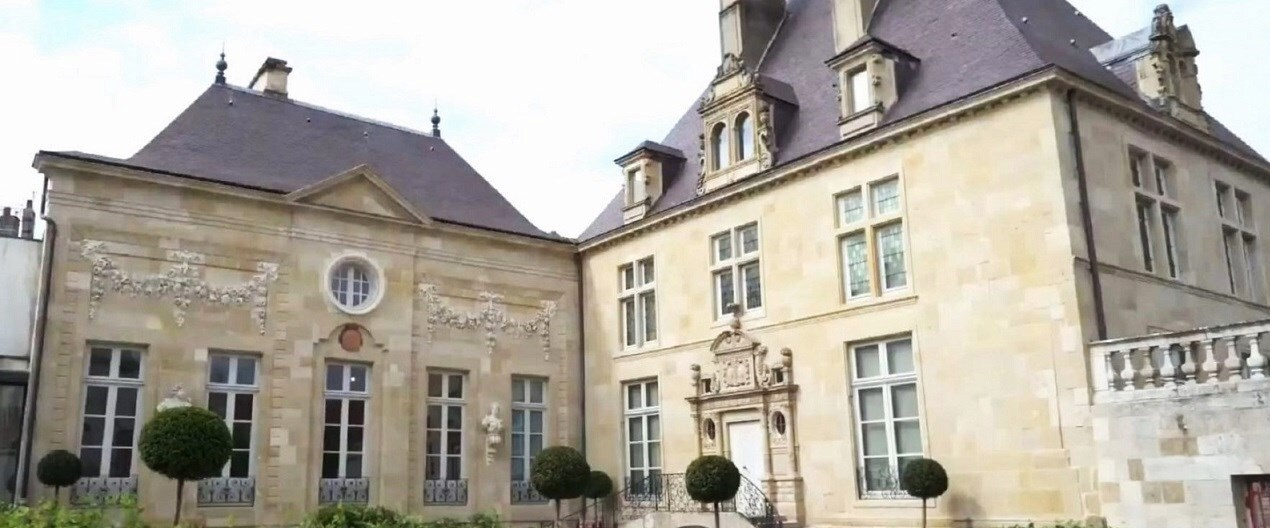
la Maison des Lumières Denis Diderot

N'étant plus en mesure d'assurer l'entretien du bâtiment la Société transmet le bâtiment à la Ville de Langres.
La Ville entreprend de 2009 à 2013 une importante campagne de restauration de l'immeuble (1 320 500 euros de travaux, cofinancés entre autres par la Ville de Langres, la DRAC, à hauteur de (408 200 euros, et le mécénat), avec pour objectif d'y installer le musée qu'il abrite aujourd'hui.
C'est à l'occasion de ces travaux que furent découverts d'une part un trésor numismatique (2 000 pièces dont 41 kg d'argent et 1,5 kg d'or) et d'autre part des peintures sur les poutres datant de la Renaissance.

## Le musée
Sur quatre étages et 400 m2 d'exposition, sont présentés 250 objets répartis sur dix salles.
Une librairie consacrée au Lumières et Diderot complète le musée.
Quatre thèmes principaux sont traités : l'histoire du bâtiment, la jeunesse de Diderot à Langres, son arrivée et sa vie à Paris, son œuvre et en particulier l’Encyclopédie.

### Salle 1: des Hommes et des Lieux
L’hôtel du Breuil a connu différentes transformations de la fin de la Renaissance jusqu’au XIXe siècle. En 1923, la famille Du Breuil de Saint-Germain lègue le bâtiment à la Société Historique et Archéologique de Langres qui y crée un musée. Diderot et sa famille n’ont pas vécu dans cet hôtel. Né à Langres le 5 octobre 1713, d’un père artisan coutelier et d’une mère issue d’une famille de marchands tanneurs, Diderot a grandi dans une maison bordant la place qui porte aujourd’hui son nom.

### Salle 2: Denis Diderot à Langres – Langres au temps de Diderot – La coutellerie (le père: Didier Diderot) - Notoriété et postérité de Diderot
Après des études classiques au collège des Jésuites à Langres, Diderot part à Paris en 1728. Malgré des relations difficiles avec sa famille, Diderot revient cinq fois dans sa ville natale. En 1759, il écrit dans une lettre à son amie Sophie Volland : « Pour moi, je suis de mon pays ». Des sculptures représentant le philosophe évoquent la réception et la diffusion de l’œuvre de Diderot auprès de ses contemporains. La présentation de collection de coutellerie rend hommage au père de Diderot qui était coutelier : un métier présent à Langres, illustré dans l’Encyclopédie.

### Salle 3: Le monde au temps des Lumières – La curiosité du monde
Au XVIIIe siècle, les européens ne mesurent pas encore l’étendue et la diversité du monde. La recherche de nouvelles terres, de nouvelles ressources, de débouchés commerciaux ainsi que la curiosité intellectuelle les incitent à explorer des zones inconnues des continents africains, américains et asiatiques ainsi que de l’océan Pacifique. La rencontre avec des cultures différentes donne aux philosophes l’occasion d’une remise en cause des modèles moraux et religieux de l’Occident chrétien.

### Salle 4: Paris, ville Lumières – Diderot parisien
La France a un rôle déterminant dans l’Europe politique et intellectuelle sous le règne de Louis XV (1715-1774). Paris concentre les activités administratives, économiques et financières. Capitale des arts, des sciences et des lettres, Paris est incontournable pour la formation des élites. Philosophes, hommes de lettres, savants ou artistes confrontent et diffusent leurs idées en se rassemblant dans les académies, les salons littéraires ou les cafés. Denis Diderot participe activement à ces débats : combat contre l’intolérance, liberté de penser, affranchissement des tutelles religieuses ou politiques, progrès scientifique par l’expérimentation…

### Salle 5: Le voyage de Diderot en Russie – Voyager et correspondre auXVIIIesiècle– Diderot et l’éducation, la morale et la politique
Au XVIIIe siècle, grâce à la modernisation des réseaux de transport et de poste, des lettres circulent à travers toute l’Europe pour informer des évènements récents ou échanger des idées. Les relations épistolaires sont l’un des principaux vecteurs de propagation des nouveaux modèles intellectuels. Les journaux, dont le nombre et les tirages augmentent, participent également à cette diffusion. Souvent rédigés en français, ils sont notamment lus dans les cours princières où les souverains s’enorgueillissent d’accueillir les philosophes et les savants. C'est dans ce contexte que Denis Diderot effectue un grand voyage en 1773 et 1774 à Saint-Pétersbourg pour rencontrer l’impératrice de Russie Catherine II.

### Salle 6: Diderot et la critique d’art – Diderot et le théâtre – Diderot et la musique
Denis Diderot s’intéresse à la peinture, au théâtre et à la musique. En témoignent ses écrits critiques, ses pièces et ses collaborations avec des compositeurs.

### Salle 7: L’Encyclopédie: ses sources, le risque de publier, ses détracteurs, son histoire
Publiée sous la direction de Diderot et, pour les premiers volumes, de D’Alembert, l’Encyclopédie ou Dictionnaire Raisonné des Sciences, des Arts et des Métiers représente un travail éditorial et scientifique considérable. Dans l’article « Encyclopédie », Diderot explique que « le but d’une Encyclopédie est de rassembler les connaissances éparses sur la surface de la terre ; d’en exposer le système général aux hommes avec qui nous vivons, et de le transmettre aux hommes qui viendront après nous ; […] que nos neveux devenant plus instruits, deviennent en même temps plus vertueux et plus heureux […] ». L’objectif est aussi de changer la « façon commune de penser » en diffusant les principes d’une nouvelle philosophie. En luttant contre les préjugés, l’Encyclopédie s’oppose à certains pouvoirs politiques et religieux.

### Salle 8: L’Encyclopédie: sa conception typographique, ses planches, son impression et sa reliure, ses chiffres et son mode d’emploi, ses rédacteurs
L’édition de l’Encyclopédie représente un travail de grande ampleur. Achevée en 1780, la fabrication s’étend sur 29 années pour un total de 35 volumes en comptant les tomes de Supplément et de Table. L’Encyclopédie constitue la plus importante entreprise éditoriale du XVIIIe siècle par les moyens techniques et financiers mis en œuvre. Plus de mille ouvriers y travaillent : papetiers, typographes, dessinateurs, graveurs, imprimeurs et relieurs. Plusieurs étapes sont nécessaires à l’élaboration de chaque volume : fabrication du papier, mise en page des textes, impression, pliage, reliure.

### Salle 9: L’Encyclopédie: ouvrage de référence - Les contenus de l’Encyclopédie: les mathématiques, les sciences naturelles, la coutellerie, la faiencerie
L’Encyclopédie constitue la plus importante somme de connaissances du XVIIIe siècle. L’œuvre comporte des textes originaux dont certains sont fondamentaux, de nombreux emprunts, des contradictions, voire des inexactitudes, mais elle demeure une référence, qui s’écarte des modèles dans lesquels les auteurs ont puisé une partie des informations. L’Encyclopédie est novatrice dans sa forme et son projet pédagogique, notamment par le rôle important de l’illustration.
La réhabilitation intérieure des bâtiments des XVIe et XVIIIe siècles, ainsi que la construction des extensions ont été réalisés par l'agence d'architectes Basalt Architecture, la muséographie par l'atelier Akiko.
Le jardin du musée a été conçu par l'architecte paysagiste Louis Benech.